# Louisiana (The Other Side)
Louisiana (The Other Side) è un film del 2015 diretto da Roberto Minervini, a metà strada tra documentario e fiction.

## Trama
Il film comincia con la descrizione della vita di un personaggio che si autodefinisce criminale e tossicomane. All'interno di un ambiente di emarginazione che contrasta con la bellezza del paesaggio e la strabiliante natura intorno al corso del fiume. L'uomo vive una vita di grande sofferenza insieme alla sua donna e alla sua famiglia allargata composta da minorenni anch'essi dediti all'uso di stupefacenti, alla madre malata di cancro e alla nonna ancora attaccata alla vita. Il protagonista nel tentativo di darsi degli obiettivi definisce il suo futuro legandolo alla prossima morte della madre e al fatto che subito dopo dovrà scontare tre mesi di carcere che gli consentiranno di disintossicarsi. Gli altri personaggi che si aggirano come spettri intorno alla sua vita sono reduci del Vietnam alcolizzati e ancora attaccati alla retorica americana. Disperati tossicodipendenti ai quali concede credito nella speranza che qualcosa accada. Il filo conduttore del pensiero del protagonista è il profondo disprezzo che nutre nei confronti di Obama. Nell'ultima parte del film la scena si sposta su altri personaggi che armati fino ai denti si preparano a sconfiggere un fantomatico dittatore, rappresentando questa minaccia con la figura di Obama che viene immaginato come bersaglio delle loro esercitazioni militari. Il film si conclude con l'immagine di un'auto distrutta dal fuoco delle armi e dai successivi colpi dei giovani impegnati a difendere, secondo loro, la libertà di possedere armi e di usarle per difendere le loro famiglie. La scritta irriguardosa sulla fiancata dell'auto è rivolta ad Obama e il tutto sfuma in un melanconico tramonto.

## Distribuzione
Il film è stato proiettato in anteprima mondiale al 68º Festival di Cannes 2015 nella sezione Un Certain Regard.

È stato distribuito in Italia da Lucky Red a partire dal 28 maggio 2015.

## Premi
- David di Donatello 2016 Nomination[7]